# Švýcarský federální technologický institut v Lausanne
Švýcarský federální technologický institut v Lausanne (francouzsky École polytechnique fédérale de Lausanne (EPFL)) je jedna ze dvou federálních technologických vysokých škol ve Švýcarsku, nacházející se u města Lausanne. Kampus se nachází v obci Ecublens v bezprostřední blízkosti Ženevského jezera a města Lausanne a přímo sousedí s kampusem University of Lausanne. Dohromady je Campus Lausanne největším vzdělávacím a výzkumným centrem ve Švýcarsku.
Stejně jako její sesterská instituce ETHZ se podílí na technologickém výzkumu na špičkové mezinárodní úrovni a je členem seskupení ETH Domain, podřízeného Švýcarskému federálnímu ministerstvu vnitra. Hlavní náplní činnosti instituce je vzdělání, výzkum a přenos technologií. Rektorem školy byl v letech 2000–2016 Patrick Aebischer; od 1. ledna 2017 úřad zastává Martin Vetterli.
V instituci se vzdělává či pracuje přibližně 13 445 studentů a 6 530 zaměstnanců (2023). Škola podporuje rozvoj vztahů mezi studenty, akademickým sborem, pracovníky výzkumu a podnikatelskou sférou.

## Historie

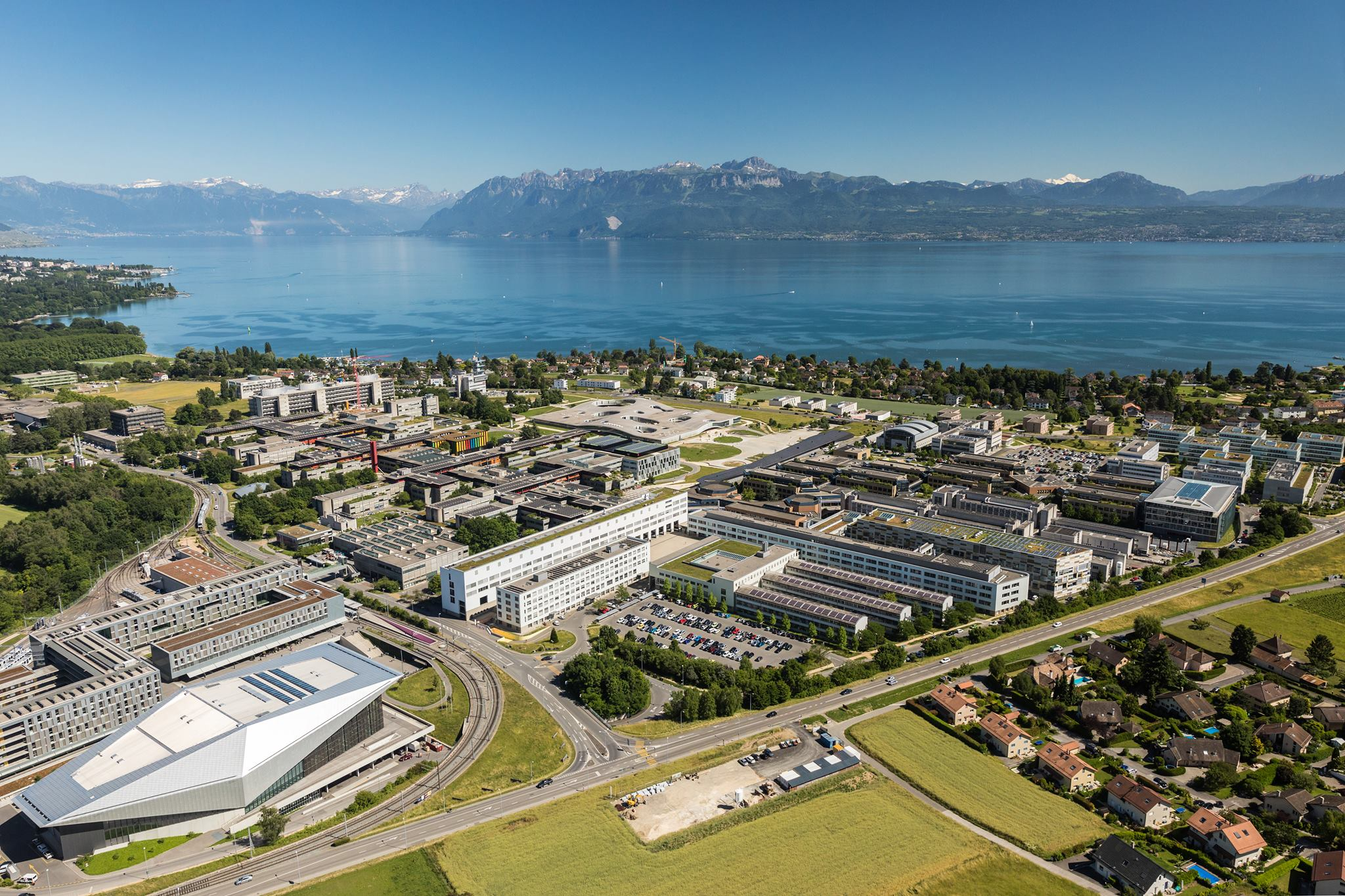
Letecký pohled na Campus Lausanne (2017)

Institut byl založen již v roce 1853, tehdy jako soukromá škola pod názvem École Speciale de Lausanne, která se stala technickým úsekem vzdělání veřejné Académie de Lausanne v roce 1869. Mezi zakladatele patřili Louis Rivier, Jean Gay, Pierre-Joseph a Jules Marguet. Po reorganizaci v roce 1890 získala statut univerzity a její název byl změněn na École d’Ingénieurs de l’Université de Lausanne. Tento název se udržel až do roku 1946, kdy byla univerzita přejmenována na École Polytechnique de l’Université de Lausanne (EPUL).
V roce 1969 byla EPUL oddělena od zbytku univerzity v Lausanne a stala se federálním institutem. EPFL a ETHZ jsou přímo řízeny švýcarskou spolkovou vládou. Všechny ostatní vysoké školy ve Švýcarsku jsou řízeny svými kantonálními vládami.
EPFL provozuje jaderný reaktor CROCUS, fúzní reaktor tokamak, a P3 bio-nebezpečné zařízení. Po zvolení Patrika Aebischera prezidentem instituce v roce 2000, začala EPFL vyvíjet činnost v oblasti vědy živé přírody. Od roku 2008 je součástí ISREC (Švýcarský ústav pro experimentální výzkum rakoviny).

## Výuka
Zastoupeno je více než 100 národností; více než 50 % pedagogického sboru je zahraničního původu.
Škola je rozdělena do sedmi fakult:
- CDH: Společenské vědy
- CDM: Management Sciences
- ENAC: Architektura, civilní a environmentální vědy
- IC: Počítačová věda a komunikační systémy
- SB: Matematika, fyzika a chemie
- SV: Life Sciences/Biologické vědy
- STI: Strojírenství, elektrotechnika a mikroinženýrství, věda o materiálech

EPFL nabízí širokou škálu klubových aktivit a sportů. Díky více než 70 spolkům všeho druhu mohou studenti získat nejen technické, ale i sociální dovednosti.

## Umístění
Od roku 1943 byla škola umístěna v bývalém hotelu Savoy na Avenue de Cour č. 29-33 v Lausanne. V roce 1971 začaly stavební práce na nových budovách v lokalitě Dorigny v Ecublens, v bezprostřední blízkosti univerzity v Lausanne. Slavnostní otevření prvních budov EPFL v Dorigny se konalo v roce 1978.
Od té doby bylo do kampusu v Lausanne přidáno mnoho nových budov, včetně Rolex Learning Center, které bylo postaveno pod vedením japonské architektonické firmy SANAA a bylo pojmenováno po hlavním sponzorovi, firmě Rolex. Poslední dokončenou stavbou je kongresové centrum až pro 3000 lidí, které bylo dokončeno v roce 2014 a zahrnuje také 344 studentských pokojů a obchodů.